# Þeistareykjarbunga
Þeistareykjarbunga (també escrit Theistareykjarbunga) és una volcà en escut que es troba al nord d'Islàndia format per dues fissures anomenades Theistareykjahraun i Borgahraun, i dos cons: un de 370 metres anomenat Storahversmor i un de 540 metres anomenat Storaviti. Ambdós estan extints.
Hi ha hagut tres erupcions datades, totes VEI 0. La primera va tenir lloc vers el 9500 aC i expulsà 18 mil milions de metres³ de lava basàltica. Posteriorment n'hi hagué una vers el 6800 aC i la darrera, i més recent, vers el 900 aC.